# Sullivan Street (Manhattan)
Sullivan Street est une rue du sud de Manhattan à New York.

## Situation et accès
Orientée nord-sud, elle est située entre Washington Square et Broome Street, à travers SoHo et Greenwich Village.

## Origine du nom
Le nom vient de John Sullivan (1740 - 1795), un général américain de la guerre d'indépendance des États-Unis.

## Historique
Initialement, elle portait le nom de « Locust Street » avant de prendre sa dénomination actuelle en 1799.

## Bâtiments remarquables et lieux de mémoire
On y trouve en particulier l'église St. Anthony of Padua Church (en), ainsi que le lieu de naissance de Fiorello LaGuardia, maire de New York de 1934 à 1945.

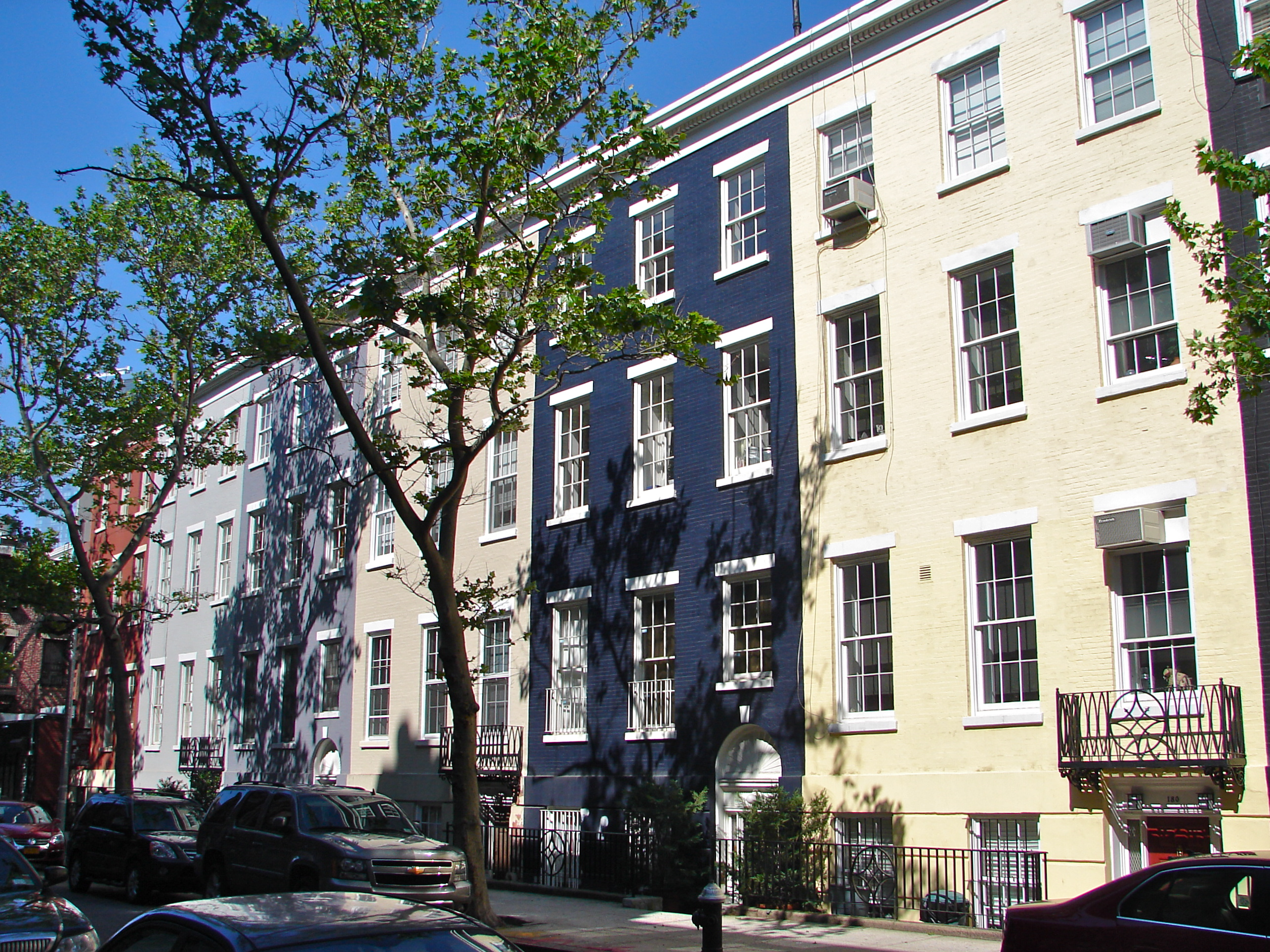
170-180 Sullivan Street.
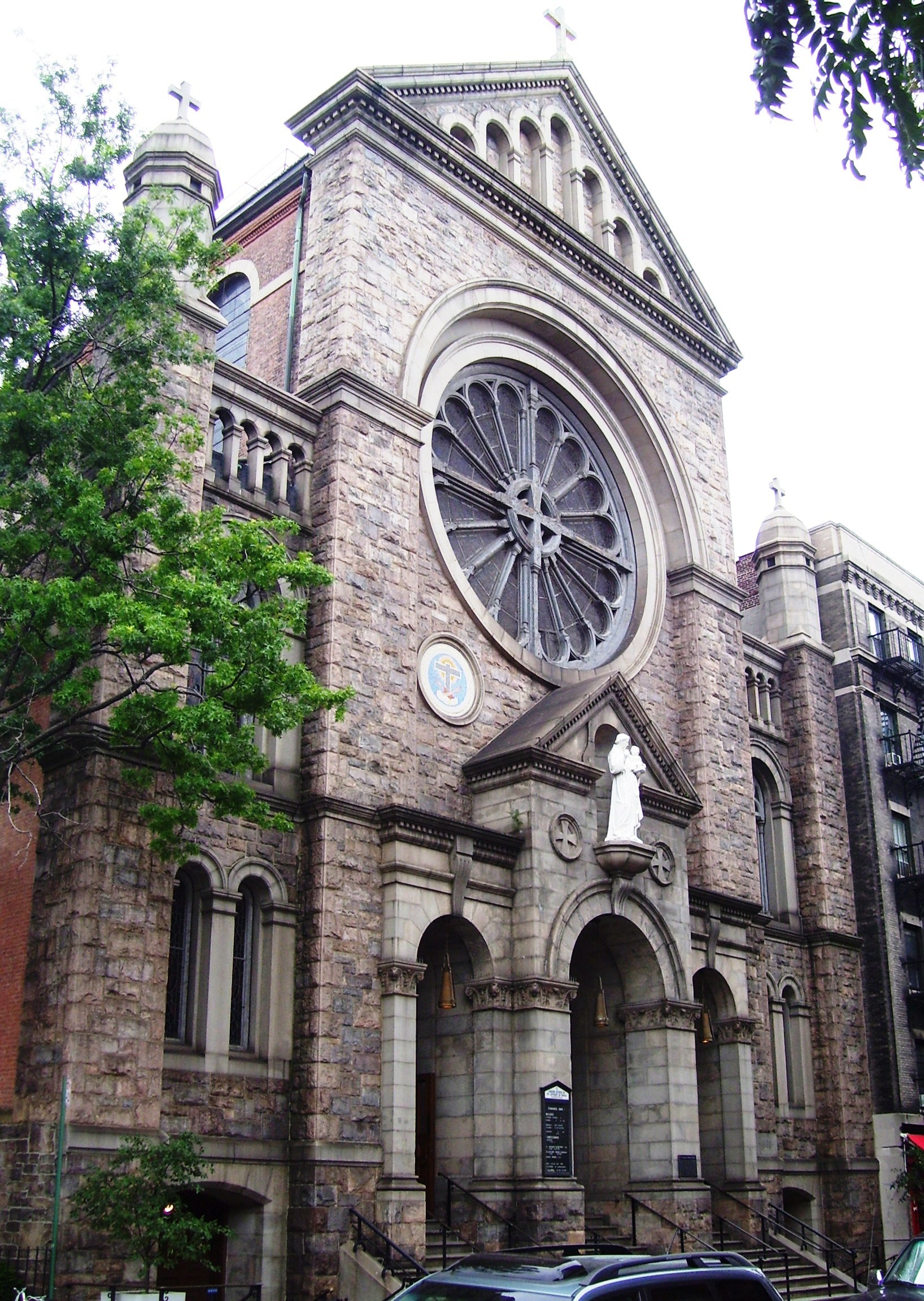
St. Anthony of Padiua Church.